# Walter Kjellberg
Walter Johannes Kjellberg (ur. 10 października 1901 w Turku, zm. 14 września 1955 w Lauritsala) – fiński żeglarz, olimpijczyk.
W regatach rozegranych podczas Letnich Igrzysk Olimpijskich 1936 wystąpił w klasie 8 metrów zajmując 5. pozycję. Załogę jachtu Sheerio tworzyli również Gunnar Grönblom, Sven Grönblom, Hilding Silander, Oscar Sumelius i Olof Wallin.